# 布萊恩 (華盛頓州)
布萊恩（Blaine）是美国华盛顿州霍特科姆县的一座城市，城市的北部边界就是美加邊界。布雷恩与加拿大卑詩省的素里共同拥有和平拱門國際公園。2000年人口普查的数据显示该市人口为3770人。

## 经济
布雷恩的经济主要依赖與加拿大的边境贸易。布雷恩市的东边有許多进出口货物仓库、货物和快递服务以及为远程货物卡车提供加油服务的加油站。美國國土安全部的海關及邊境保衛局在布雷恩设了2处边境检查站。美国边境巡逻队在布雷恩的总部在当地雇用了几百名联邦执行人员和支援人员。
该市也有一些制造公司，包括Nature's Path工厂和Totally巧克力公司。
貝靈厄姆港（Port of Bellingham）在国界以南1公里处开设了一处码头，供遊艇和漁船使用。